# R&Q
R&Q — відгалуження (форк) програми &RQ, створене Rapid D, підтримується співтовариством R&Q Team. Це останній форк &RQ.

## Історія
R&Q — інтернет-пейджер, який є альтернативою офіційного клієнта ICQ. Програма не вимагає інсталяції і офіційно поширюється в архіві, також існує неофіційний інсталятор програми, що викладається на офіційному форумі спільноти R&Q.
R&Q є продовженням колись популярного, але нині не оновлюваного автором проекту &RQ, створенням і розробкою якого займався Rejetto (Massimo Melina). У &RQ також існувало й інше однойменне (&RQ) продовження, з закритими вихідними кодами, розробником якого був Shyr. Щоб уникнути плутанини між досить різними клієнтами було прийнято рішення змінити назву.

## Спільнота
Обговорення нововведень і планів з розвитку програми відбувається на офіційному форумі, де беруть участь як автори, так і сторонні розробники, які займаються плагінами до R&Q. Кожним новим релізом відповідає тематичне повідомлення на форумі — наприклад, обговорення версії 1100 розтягнулося більш ніж на 40 сторінок.
Канонічним стала відсилання користувачів RQ-ництво, використовуване за аналогією з інтернет-мемами «погуглити» або «читай мани».
Осібно стоїть слаборозвинене ком'юніті в живому журналі.

## Можливості

### Особливості
- Підтримка серверного контакт-листа, збережена можливість зберігати контакти, не додаючи їх на сервер.
- Вбудований антиспам-бот з можливістю фільтрації і кількома контрольними питаннями.
- Перевірка на невидимість (через конфлікти з протоколом тимчасово відключена).
- База даних контактів.
- Розширені антиспам-налаштування
- Підтримка плагінів, в тому числі сторонніх розробників.
- Підтримка Windows 98 (до версії 1105 Full[7]).
- Підтримка X-Traz статусів.
- Відображення клієнтів співрозмовників (деякі клієнти з числа поширених не відображаються).
- Автоматична транслітерація повідомлень.
- Персональні теми оформлення контактів і груп.
- Робота з проксі.
- Портативне використання: R&Q з перших версій вміє працювати з флеш-носія на інших комп'ютерах без попередньої установки.

### Передача файлів
14 травня 2008 року розпочато відкрите тестування передачі файлів, тестовий білд програми 1103.
Реліз отримав індекс 1105 і призначений для повсякденного використання.
У билді 1106 передача файлів стабільна і повністю працездатна, ведуться дрібні доробки функціоналу за побажаннями користувачів.

### Плагіни
Завдяки плагінів, існує можливість надати програмі нові, раніше недоступні можливості. Існують плагіни, які відразу під кілька клієнтів — наприклад, Chess4Net, доступний в тому числі і для Miranda IM.

## Open R&Q
Open R&Q (версія R&Q, портована на Lazarus) — мультиплатформовий аналог (відгалуження, форк) R&Q, створений 23 квітня 2007 року, доступна через SourceForge. Остання версія 0.0.5 і вона не призначена для використання. Базується на вихідних кодах R&Q 1019, поширюється під ліцензією GPL. Інтерфейс можна зібрати для GTK+ і WinAPI. У списку розробників 6 осіб, серед них і Rapid D.
Розробники не поспішають випускати бінарні збірки, але ентузіасти зібрали на основі вихідних з SVN пакети і викладають їх на форумі R&Q.
Розробники закинули цей проект.

## Вихідний код
Автори програми публікують вихідний код зі значною затримкою (що можна трактувати як порушення умов ліцензії GPL). За заявами на форумі, це пов'язано з паралельною розробкою версії від Shyr'а.
Версія вихідних кодів 1100 стала доступною для скачування 8 квітня 2009 року.
Вихідний код останнього релізу 1123 став доступний 22 травня 2014 року, автор згоден приймати коміти.
Крім вихідних кодів, розробникам надається опис API для розробки плагінів.

## Історія деяких релізів[11]
| Версія      | Дата виходу | Примітки |
| ----------- | ----------- | --- |
| 1010        | 05.10.2005  | Додано реєстрацію нових UIN. |
| 1031        | 19.05.2006  | Переклад російською всіх пунктів нашаштувань. |
| 1039        | 12.07.2006  | Перехід на GDI+. |
| 1067        | 29.03.2007  | Інтеграція контакт-листа у вікно чату. |
| 1069        | 27.05.2007  | Підтримка серверного контакт-листа. |
| 1075        | 12.12.2007  | Перероблено формат тем, смайли і теми окремо. |
| 1100        | 28.12.2007  | Стабільна версія. Після змін протоколу на серверах ICQ від 30 травня 2008 року версія перестала працювати, але після другої зміни 21 січня 2009 року старі версії знову запрацювали. |
| 1103 (beta) | 14.05.2008  | Тестування протоколу передачі файлів. |
| 1105 (beta) | 31.07.2008  | Виправлення підключення після зміни протоколу ICQ 30 травня 2008 року. |
| 1105        | 10.08.2008  | Стабільна версія. |
| 1106 (test) | 16.10.2008  | Unicode-версія програми. |
| 1107 (test) | 22.01.2009  | Виправлення підключення після зміни протоколу ICQ 21 січня 2009 року. |
| 1108 (test) | 25.02.2009  | Можливість шифрувати db5, з'єднання з SSL, шифрування повідомлень зі старим QIP. |
| 1109 (test) | 29.10.2009  | Нові можливості |
| 1110        | 27.06.2010  | Стабільна версія. |
| 1111        | 15.10.2010  | Нові можливості |
| 1112        | 24.11.2010  | Нові можливості |
| 1113        | 23.01.2011  | Показ додаткового статусу в юнікоді, різні оптимізації |
| 1114        | 05.03.2011  | Зміна формату шифрування паролів. |
| 1115 (test) | 29.03.2011  | Нові можливості |
| 1116        | 18.04.2011  | Виправлення помилок |
| 1117        | 30.05.2011  | Виправлення помилок |
| 1118 (test) | 16.06.2011  | Виправлення помилок, підтримка APNG. |
| 1119 (test) | 01.07.2011  | Покращення роботи з багатопотоковими плагінами. Збереження порядку чатів. |
| 1120        | 19.07.2011  | Стабільна версія |
| 1123        | 07.11.2012  | Виправлення помилок |

| Легенда: | Не підтримується | Поточна версія | Тестова версія |

## Цікаві факти
- R&Q вміє пересилати графічні файли розміром до 5,5 кілобайт, але тільки на аналогічний клієнт. На віддаленій машині картинку можна не тільки переглянути у вікні чату, але і зберегти на жорсткий диск.
- Баг високосного року, при якому 1 березня програма не запускалася без редагування конфігураційних файлів або зміни дати на комп'ютері[12]. Схожий баг спостерігався 29 лютого (за день до описуваного події) &RQ.